# شاخص بازار سهام

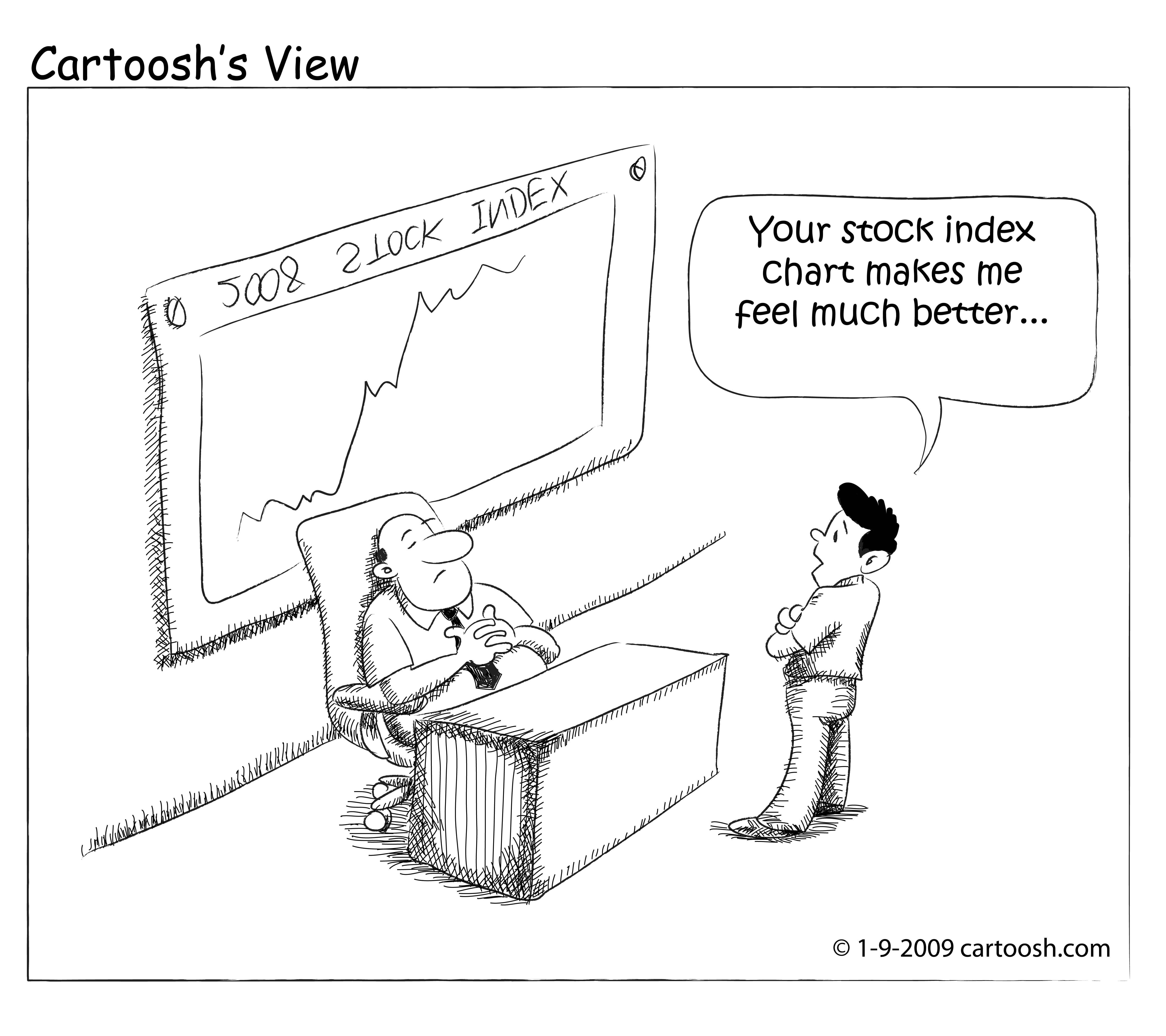
یک مرد درحال دیدن شاخص سهام مرد دیگرمرد می‌گوید:نمودار شاخص سهام شما حالم را خیلی بهتر می‌کند

شاخص یک معیار آماری است که تغییرات در یک اقتصاد یا بازار بورس را نشان می‌دهد. در مورد بازارهای مالی، شاخص یک سبد فرضی از همه سهامی است که در آن بازار خریدوفروش می‌شود و میانگین تغییرات قیمت همه سهام را نشان می‌دهد. روش اندازه‌گیری هر شاخص، منحصر به همان شاخص است و نمی‌توان رقم کنونی یک شاخص را با شاخصی دیگر مقایسه کرد؛ بنابراین برای مقایسه دو شاخص مختلف بهتر است درصد تغییرات شاخص‌ها را نسبت به‌روز یا ماه پیش باهم مقایسه کرد، نه عدد کنونی آن‌ها را. از شاخص کل و دیگر شاخص‌های بورس اوراق بهادار تهران می‌توان برای سنجش عملکرد سهام و صندوق‌های سرمایه‌گذاری استفاده کرد.
شاخص بازار سهام روشی برای اندازه‌گیری بخشی از بازار سهام است. این شاخص بیانگر روند عمومی قیمت سهام همه شرکت‌های پذیرفته در بورس اوراق بهادار است. بنابر فرمول طراحی‌شده تغییر قیمت شرکت‌های بزرگتر که در عین حال سرمایه بیشتری نیز دارند؛ بر نوسان شاخص تأثیر بیشتری می‌گذارد. در هر بازار بورس اوراق بهاداری می‌توان بنابر نیاز و کارایی شاخص‌های بسیاری را تعریف و محاسبه نمود.
افزایش شاخص کل، کلاً به‌معنی سودآوری همه سهام موجود در بورس نیست و نیز، این مسئله کاهش شاخص کل هم به‌معنی زیان در کل سهام موجود در بورس نمی‌باشد. یکی از مهم‌ترین مسائل در سرمایه‌گذاری در بورس تشکیل سبد سهام است. سرمایه‌گذاران باید از هر صنعتی یک نوع از سهام آن صنعت را در سبد خود داشته باشند.